# San Thome Basilica
De San Thome Basilica is een rooms-katholiek kerkgebouw in Santhome in Chennai (voorheen Madras) in de Indiase deelstaat Tamil Nadu en heeft als eretitel basiliek (basilica minor). De kerk werd in de 16e eeuw gebouwd door Portugese ontdekkingsreizigers en herbouwd met de status van kathedraal door de Britten in 1893. Het Britse bouwwerk staat heden ten dage nog steeds. Het werd ontworpen in neogotische stijl, de voorkeur van Britse architecten in de late 19e eeuw.
San Thome Basilica is de hoofdkerk van het aartsbisdom Madras-Mylapore. In 1956 gaf Paus Pius XII de kerk de status van een basilica minor en op 11 februari 2006 werd de basiliek uitgeroepen tot nationaal heiligdom door de Katholieke Bisschoppenconferentie van India. De San Thome Basilica is een pelgrimsoord voor christenen in India. De kerk heeft ook een aangebouwd museum.
Het gebouw heeft een lengte van 64 meter, een breedte van 12,2 meter en een hoogte van 47,2 meter.

## Galerij

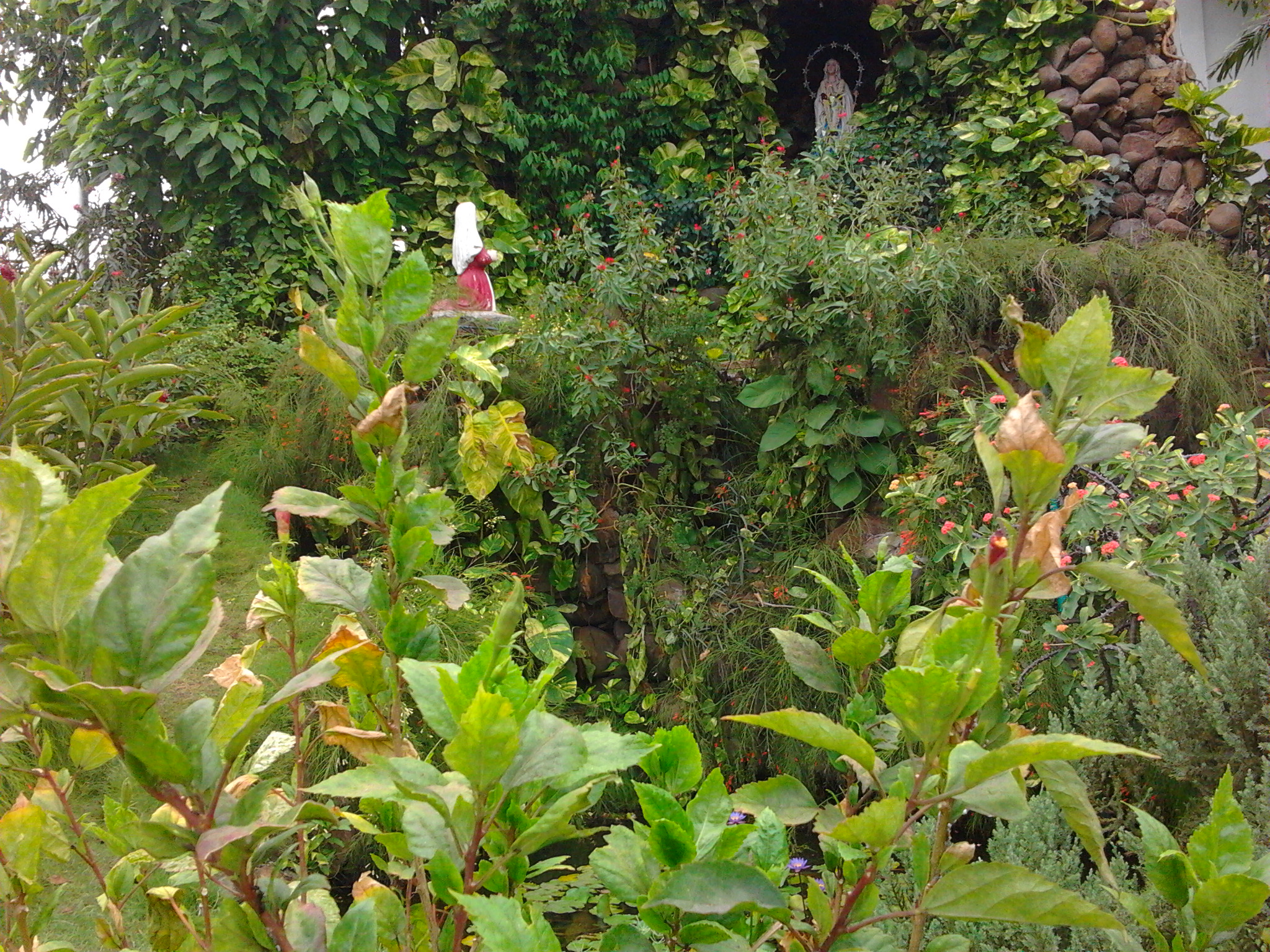
Mariagrot bij de San Thome Basilica
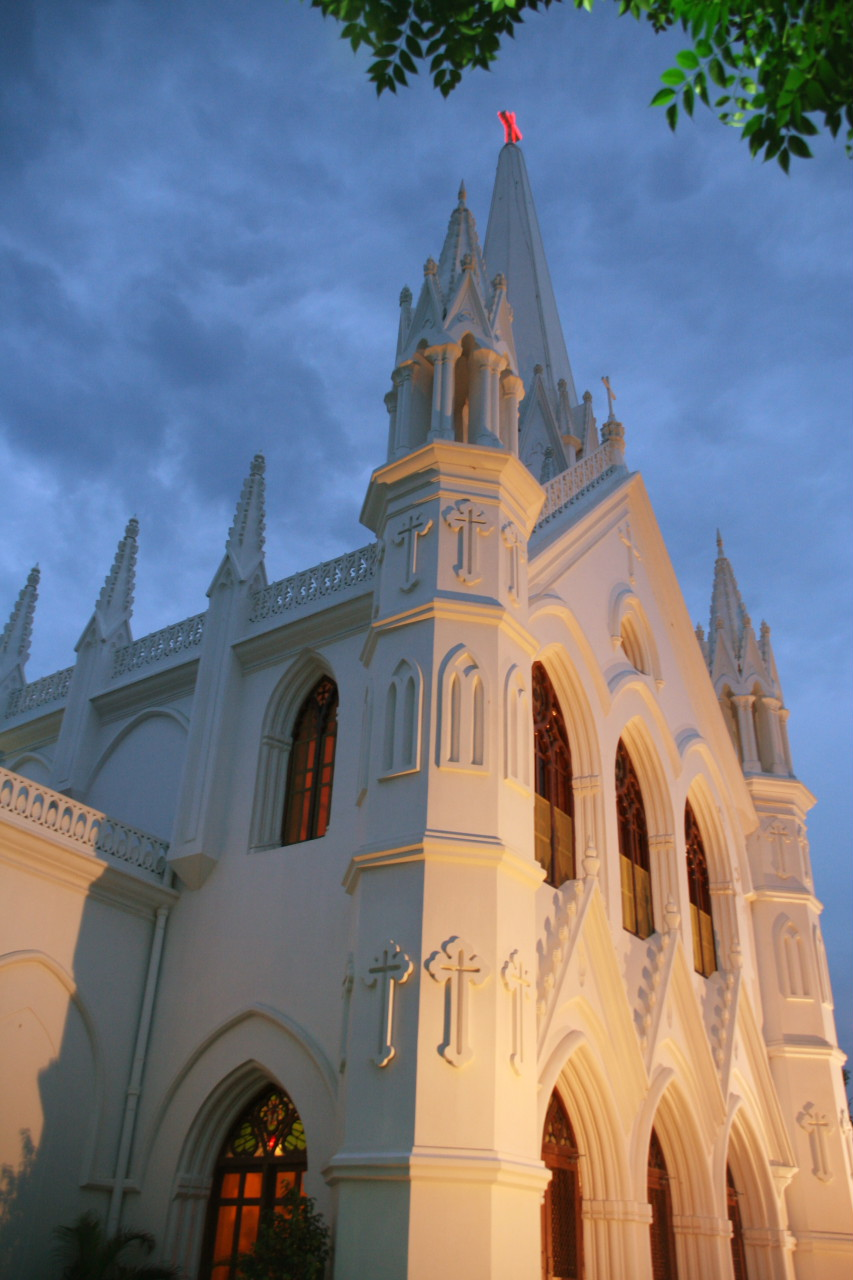
Avondzicht van de basilica
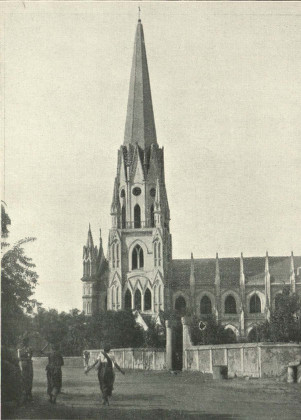
San Thome Basilica in circa 1905
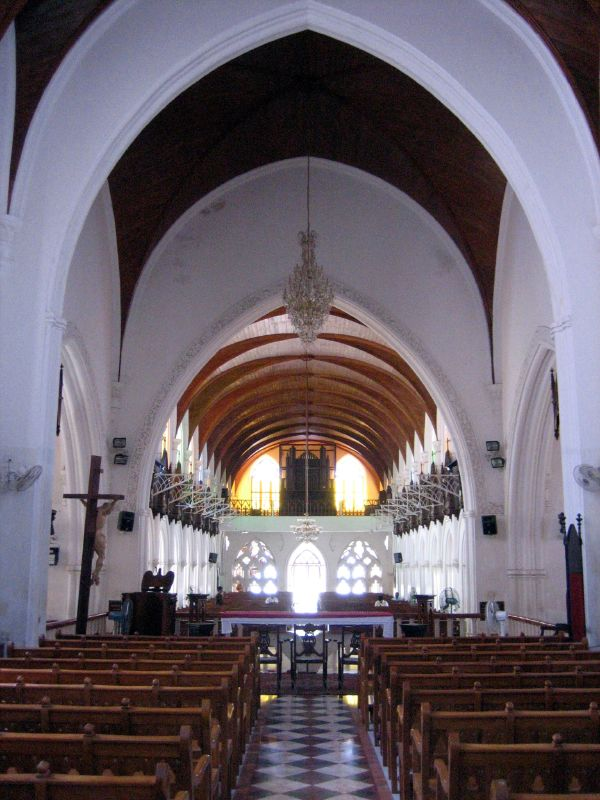
Interieur van de basiliek (voor de renovatie)
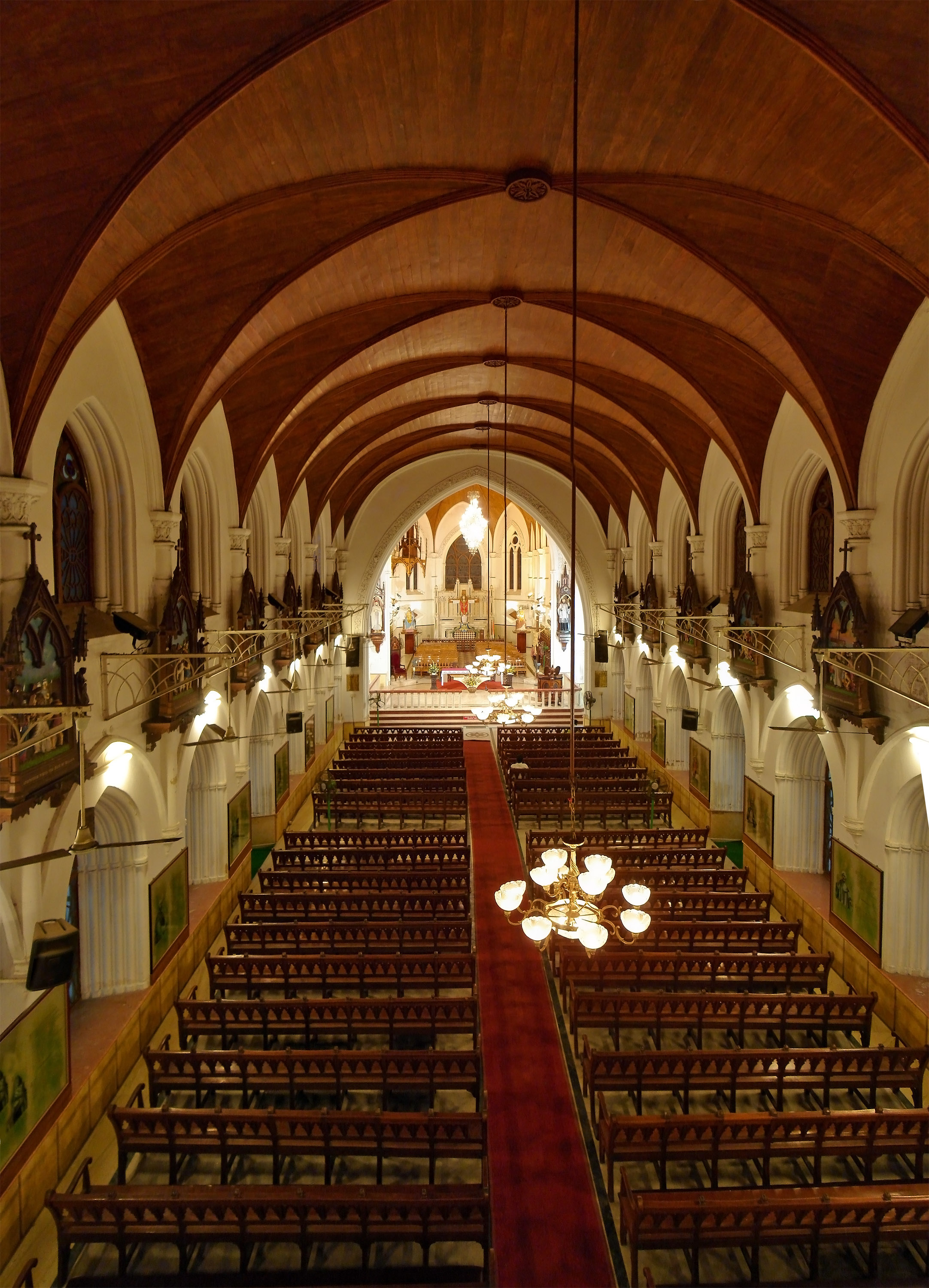
Het schip van de basilica
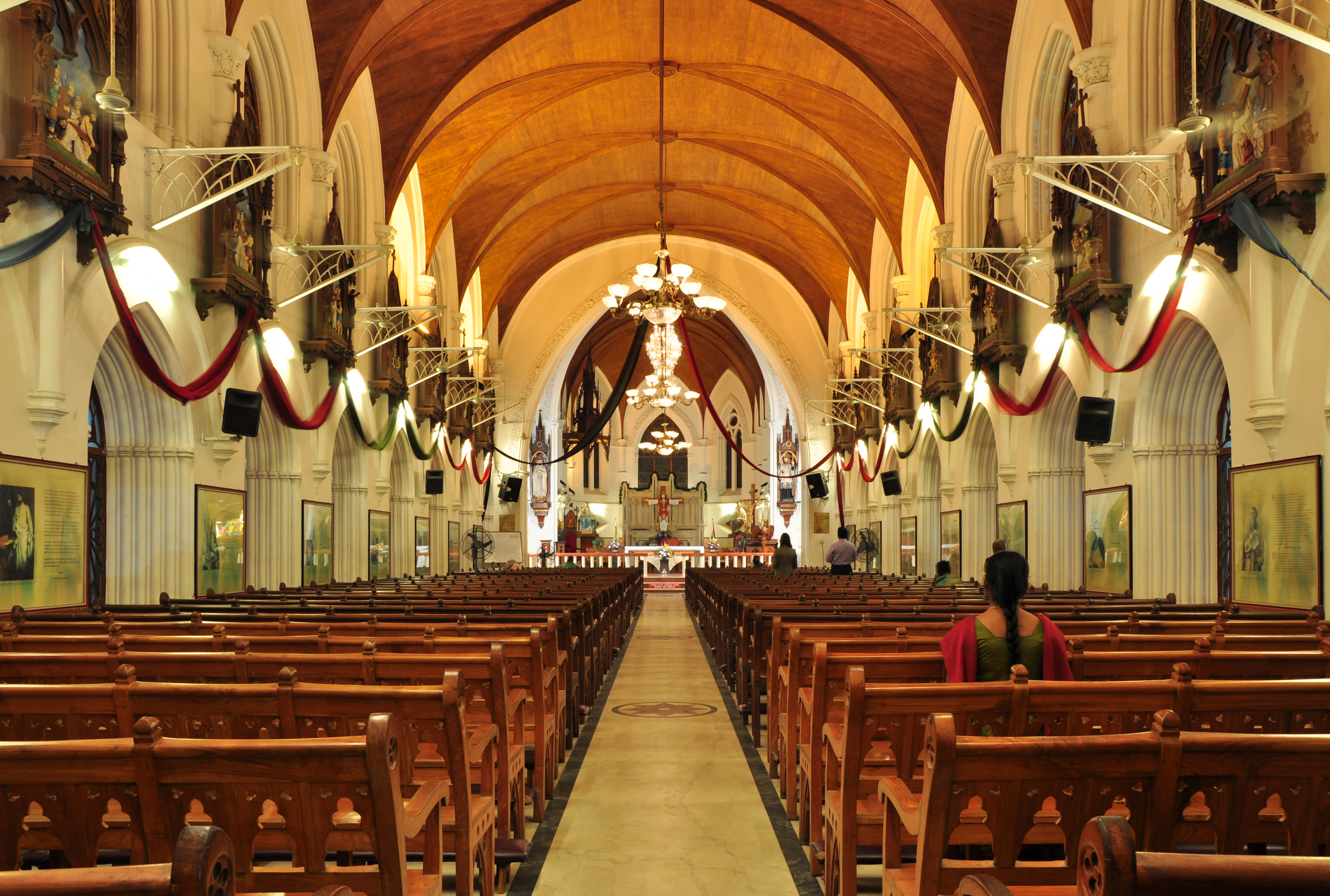
Interieur gezien vanaf de hoofdingang
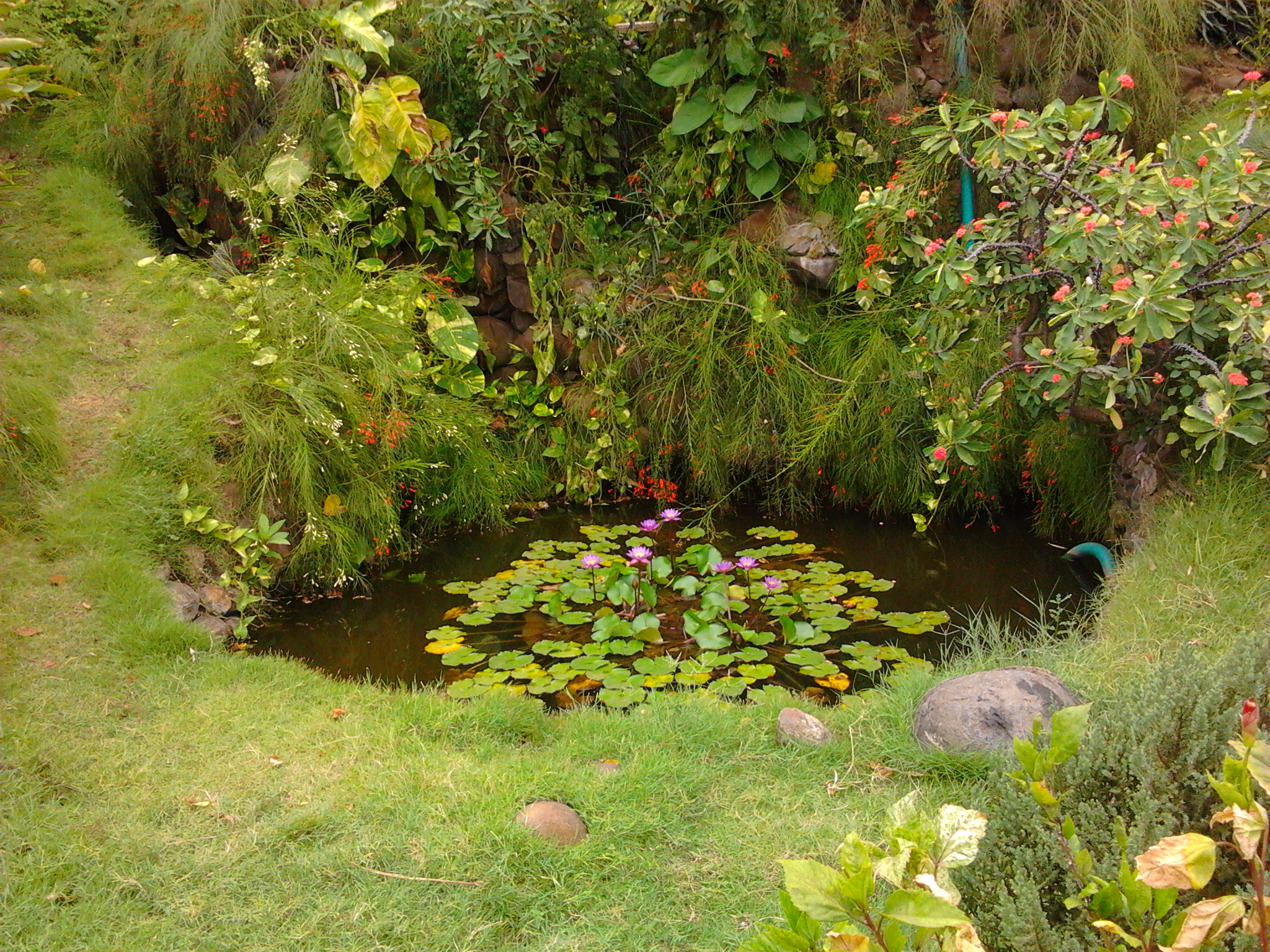
Lelievijver bij de San Thome Basilica